# Hebe obtusata
Hebe obtusata é uma espécie de planta do gênero Hebe.